# Amie N'Dow
Amie N'Dow, née le 12 mars 1958, est une athlèté gambienne, spécialisée dans le sprint. 

## Carrière
Amie N'Dow est médaillée de bronze du relais 4 x 100 mètres aux Championnats d'Afrique d'athlétisme 1984 à Rabat.
Elle représente la Gambie sur 200 m et sur le relais 4 × 100 mètres aux Jeux olympiques d'été de 1984 à Los Angeles.